# Corymbia opacula
Corymbia opacula är en myrtenväxtart som beskrevs av Lawrence Alexander Sidney Johnson. Corymbia opacula ingår i släktet Corymbia och familjen myrtenväxter. Inga underarter finns listade i Catalogue of Life.